# Тихий, Мирослав
Мирослав Тихий (чеш. Miroslav Tichý); 20 ноября 1926, Киёв, Моравия — 12 апреля 2011) — чешский художник, фотограф.
Сам мастерил фотоаппараты и объективы из подручных средств; полировал самодельные линзы сигаретным пеплом и зубной пастой. Его работы, по словам критиков, характерны «высвобождением чувственности».

## Биография
Мирослав Тихий родился в 1926 году в деревне Нетчице (ныне Киёв). Он был замкнутым ребёнком, который хорошо учился в школе. Учился в Академии изобразительного искусства в Праге, отчислился летом 1948 года, возможно, по личным и политическим причинам.
В 1950-е писал картины в духе Пикассо, Сезанна и Матисса, следовал тенденциям кубистов и импрессионистов. Последний показ таких его работ прошёл в Брно на коллективной выставке молодых чехословацких художников (Umění mladých umělců Československa). Затем он начал заниматься исключительно рисунком и темой женщин.
К фотографии Мирослав пришёл в 1970-е годы, когда его вынуждают освободить свою студию в семейном особняке под коллективную мастерскую. Тихий так объяснял свой переход к жанру фотографии: «Картины были написаны, рисунки нарисованы. Что мне оставалось делать? Я искал что-то другое. И благодаря фотографии я нашел новое, целый новый мир».
Он сам мастерил увеличители из кусков разной аппаратуры, металлических деталей, использовал линзы из телескопов и т. д.
В 1985 году Тихий прекратил заниматься фотографией и снова сосредоточился на рисовании. Собрание его произведений включает от 100 до 200 картин маслом и огромное количество рисунков. Как и в случае с его фотографиями, в прошлом он уничтожил неизвестное количество своих работ.

## Стиль
Тема его фотографий — почти исключительно изображения женщин, которых Тихий встречал на улицах Кийова или в бассейне. Также он делал снимки своего города и неживой природы. Для экономии он выбирал формат плёнки 60 мм, которую резал пополам. Как и Ян Саудек, ретушировал свои фотографии карандашом.
Тихий снимал украдкой, как вуайерист: в удачный момент быстро доставал спрятанный под свитером фотоаппарат и делал снимок, не глядя в видоискатель, таким образом, «успевая поймать ласточку в полёте». Эта манера съёмки объясняет стиль Тихого — слабоэкспонированные фотографии, мало четких, огромное количество негативов. Он объяснял: «У меня была норма — достаточное количество кадров в день, норма на каждый день, на все пятнадцать лет. А когда я выполнил свой план, я остановился». Он прекратил снимать в начале 1990-х.

## Известность
В родном городе про Мирослава говорили, что он был «лучше, чем безумец, но хуже, чем просто вуайерист», поскольку он использовал фотографию как ширму для своего психического отклонения. Его работы, открытые широкой публике Романом Баксбаумом (Roman Buxbaum) в конце 1990-х, быстро становятся известными в Европе: первая персональная выставка прошла на фестивале в Севилье в 2004-м году, затем собственная ретроспектива в Кунстхаусе в Цюрихе в 2005-м и персональная выставка в Чехии, сопровождаемая концертом Майкла Наймана. Мирослав Тихий выставлялся на фестивале «Встречи в Арле» в 2005-м году, где победил в номинации «Открытие года».

## Мирослав Тихий в России
- В марте 2012 года в московском Мультимедиа Арт Музее была проведена крупная выставка фотографий Мирослава Тихого под названием «Мирослав Тихий. Художник с плохой камерой»[10].

## Цитаты
- «В работах Берроуза и Тихого разрушение языка и изображения родственно тому, как язык искажает идеальные представления о чистой коммуникации»[11] — Клинт Бурнхэм.